# Tamileelam Football Association
Der Tamilische Fußballverband TEFA ist die Dachorganisation der Fußballnationalmannschaft von Tamil Eelam in Sri Lanka. Er wurde am 8. April 2012 von der Global Tamil Youth League (T-League) gegründet, wozu auch der Jugendverein TYO angehört. TEFA nahm 2012 zum ersten Mal in der Geschichte mit ihrer Nationalmannschaft an dem VIVA World Cup in Kurdistan teil und konnte sich den siebten Platz sichern. Die Mannschaft besteht aus Spielern der tamilischen Diaspora, welche fast eine Million zählt. Für den Viva World Cup wurden Spieler aus Kanada, England und der Schweiz ausgewählt.
Gemäß dem Roon Ba Ranking befindet sich Tamil Eelam momentan bei den Nicht-FIFA Fußballnationen auf Platz 53.

## Nationalmannschaft Auswahl 2012
VIVA World CUP:
- Selvananthan Hariendran (1)
- Ragesh Nambiar (3)
- Lakshman Vairavamoorthy (4)
- Pushpalingam Kandavanam (5)
- Arun Vigneswararajah (13)
- Krishanth Thavarajah (6)
- Gajan Premkumar (8)
- Biraveen Nallathamby (9)
- Mahy Nambiar (10)
- Menan Nagulendran (12)
- Sanjev Jayasingam (14)
- Rathish Nalliah (15)
- Janarthan Sadacharalingam (17) – Kapitän
- Rosh Sri (11)
- Venojan Raveetharan (7)

## Nationalmannschaft Auswahl 2013
Tynwald Hill Fußballturnier
| Nummer | Name, Vorname                | Aufenthaltsland        | Tore |
| ------ | ---------------------------- | ---------------------- | ---- |
| 23     | Nagalingam, Antoni           | Vereinigtes Königreich | 0    |
| 1      | Sundaralingam, Umaesh        | Kanada                 | 0    |
| 5      | Sathiamoorthy, Sivaruban     | Deutschland            | 1    |
| 2      | Nagulendran, Menan           | Kanada                 | 0    |
| 20     | Nallathamby, Biraveen        | Schweiz                | 0    |
| 18     | Uthayanan, Kathiravan        | Vereinigtes Königreich | 0    |
| 6      | Nagendra, Kevin              | Vereinigtes Königreich | 0    |
| 12     | Nambiar Mahy                 | Vereinigtes Königreich | 0    |
| 15     | Uthayanan, Mathanraj         | Vereinigtes Königreich | 2    |
| 10     | Balamurali, Gajendran        | Deutschland            | 0    |
| 7      | Vallipuram, Ronsan           | Frankreich             | 0    |
| 9      | Prashanth, Ragvan            | Frankreich             | 1    |
| 11     | Navaneethakrishnan, Gvinthan | Deutschland            | 3    |
| 14     | Vigneswararajah, Arun        | Kanada                 | 0    |
| 17     | Jeganathan, Majouran         | Deutschland            | 1    |
| 8      | Kulenthiran, Panushanth      | Italien                | 2    |
| 4      | Niyas, Shazil                | Kanada                 | 0    |

## Spiele
- 5. Juni 2012:  Raetia v. Tamil Eelam  im Franso Hariri Stadium, Erbil (1:0)
- 6. Juni 2012:  Tamil Eelam v. Sansibar  im Franso Hariri Stadium, Erbil (0:3)
- 7. Juni 2012:  Okzitanien v. Tamil Eelam  im Franso Hariri Stadium, Erbil (7:0)
- 8. Juni 2012:  Tamil Eelam v. Raetia  im Franso Hariri Stadium, Erbil (4:0)
- 4. Juli 2013:  Tamil Eelam v. Sealand (5:3)
- 6. Juli 2013:  Tamil Eelam v. Okzitanien  (0:5)
- 7. Juli 2013:  Tamil Eelam v. Raetia  (5:0)